# Mind Your Business
«Mind Your Business» —en español: «Métete en tus asuntos»— es una canción de los artistas estadounidenses will.i.am y Britney Spears publicada como sencillo a través de Epic Records el 21 de julio de 2023. Anunciada cuatro días antes de su lanzamiento, la canción es la cuarta colaboración de will.i.am y Spears, después de «Big Fat Bass» (2011), «Scream & Shout» (2012) y «It Should Be Easy» (2013). «Mind Your Business» recibió críticas, en su mayoría, negativas, cuestionando la producción, la voz y la letra de la canción.
La canción fue grabada en 2010 durante las sesiones del séptimo álbum de estudio de Spears, Femme Fatale (2011).

## Antecedentes y lanzamiento
| "La música es una terapia para muchas personas. Bailar es una terapia para mucha gente [...] y cuando tienes esa conexión con la música, el ritmo, la canción, la melodía y la armonía, y te expresas a través de eso, te ayuda con cualquier cosa por la que estés pasando, y veo eso cada vez que veo a [Britney] bailar en su Instagram. Me enciendo porque veo cuánto le gusta la música. Colaborar con ella de vez en cuando, cuando estás en el estudio y estás haciendo música, eso es lo único que importa, entonces veo la misma luz, la misma alegría, el mismo amor y pasión."—will.i.am sobre colaborar con Spears, Variety |

En noviembre de 2021, tras la finalización de su tutela, Spears regresó a la escena musical y grabó en julio de 2022 un dueto con el cantante inglés Elton John. La canción titulada «Hold Me Closer», fue lanzada en agosto del mismo año. Debutó en la cima de la lista de sencillos de Australia y alcanzó los diez primeros lugares en el Reino Unido, los Estados Unidos y en otros 17 países.
En septiembre de 2022, el rapero estadounidense will.i.am insinuó una colaboración con Spears en Good Morning Britain, afirmando que "ha habido cosas en proceso". Además, dijo que no se revelaría más por el momento: "Vivo una vida muy privada". Ambos artistas habían colaborado previamente en las canciones «Big Fat Bass» (2011), «Scream & Shout» (2012) y «It Should Be Easy» (2013); will.i.am fue el productor ejecutivo del octavo álbum de estudio de Spears, Britney Jean (2013).
El 17 de julio de 2023, will.i.am anunció la colaboración en sus redes sociales, junto con el enlace de pre guardado, la fecha de lanzamiento y un fragmento de la canción. El adelanto contiene parte de la letra de «Scream & Shout»: ""You are now, now rockin' with will.i.am and Britney, bitch". Así mismo, se anticipó parte de la letra de la canción cantada por Spears: "Mind your business, bitch!".
«Mind Your Business» se lanzó en las plataformas de streaming y formatos digitales el 21 de julio de 2023. El sencillo es el primer lanzamiento de Spears en casi un año desde «Hold Me Closer» (2022). Spears reveló en una entrevista para Vogue que la colaboración se grabó "hace años y era hora de volver a producirla y compartirla con mis increíbles fans". El 31 de octubre para una entrevista con This Morning, Will.i.am confirmó que la canción se había grabado en 2010, declarando que; "A veces hay que dejar que las cosas fermenten", debido a su publicación 13 años después.

## Portada
El arte de la portada del sencillo se dio a conocer el 19 de julio de 2023. Representa a ambos artistas de pie uno contra el otro, vestidos con trajes negros con toques de rosa. Se utilizó una foto de Spears de 2003 para su aparición en la carátula, lo que suscitó dudas sobre el grado de implicación real de Spears en el proyecto. Los periodistas señalaron cómo ninguno de los dos intérpretes aparenta su edad actual en la imagen de la portada, y fue bautizada como "la primera señal de catástrofe" en torno a la recién estrenada canción.

## Recepción
«Mind Your Business» recibió, en su mayoría, críticas negativas. Jamie Tabberer de Attitude la calificó con una de cinco estrellas, criticando a will.i.am por su "tonto mal juicio" al lanzar la canción, etiquetándola como "imposible de escuchar" con letras que son "absolutamente absurdas" y creía que Spears estaba "casi completamente ausente de este proyecto" ya que "ella no se parece en nada a sí misma". Alexa Camp de Slant Magazine también le dio a la canción una crítica negativa, calificándola de "increíblemente repetitiva" y "tonta", con una "voz robótica y cortada de Spears". Rich Juzwiak de Jezebel escribió: "Si me hubieras dicho que esta canción era generada por una IA interpretando a Britney, no me habría sorprendido en lo absoluto." Nombrándola como la "peor canción de la historia" de Spears, Lyric Waiwiri-Smith, del medio de noticias Stuff de Nueva Zelanda, señaló que el "ritmo suena como el trabajo de un niño jugando en un mezclador de DJ de juguete" y las letras "sin sentido", que son "una mezcla de coloquialismos de Internet y palabras aleatorias agrupadas sin ningún significado real". Escribiendo para el periódico británico i, Emily Bootle describió la pista como "artificial, olvidable y dura" y "el tipo de música pop más superficial que puedas imaginar". Además, expresó su preocupación por el bienestar de Spears después del final de su tutela, diciendo que "hay poco que celebrar sobre el hecho de que Spears esté de vuelta en el centro de atención del pop si simplemente está siendo utilizada como un títere de sí misma, para promover las agendas comerciales de otras personas".
Por el contrario, Bianca Betancourt de Harper's Bazaar consideró que era un "regreso triunfal" de Spears y "un bop certificado". En Consequence, la pista se describió como "divertida, bailable", "con un ritmo de conducción y el estribillo repetitivo, 'Mind your business, bitch', presenta todo lo que deseas de una colaboración entre los dos íconos del pop".

## Formatos
| Descarga digital y Streaming |                      |          |  |
| N.º                          | Título               | Duración |  |
| 1.                           | «Mind Your Business» | 3:15     |  |

| Descarga digital y Streaming - David Guetta remix |                                           |          |  |
| N.º                                               | Título                                    | Duración |  |
| 1.                                                | «Mind Your Business» (David Guetta remix) | 1:58     |  |

| Sencillo en CD |                                   |          |  |
| N.º            | Título                            | Duración |  |
| 1.             | «Mind Your Business»              | 3:15     |  |
| 2.             | «Mind Your Business» (Radio Edit) | 3:13     |  |

## Créditos y personal
Los créditos y el personal están adaptados de Spotify.
- Anthony Preston - Composición
- Britney Spears - Composición, voz
- Johnny Goldstein - Composición, producción
- will.i.am - Composición, voz, producción

## Posicionamiento en las listas
En los Estados Unidos, «Mind Your Business» no logró debutar en la lista Billboard Hot 100, sin embargo, se convirtió en el cuarto número uno de Spears en la lista Dance/Electronic Digital Song Sales con más de 4 600 ventas en su primera semana. Así mismo, se convirtió en el segundo número uno de will.i.am en la lista después de once años con «Scream & Shout». También alcanzó el puesto número doce en la lista Digital Songs quedando fuera de los diez primeros lugares por alrededor de 1 200 copias faltantes.
«Mind Your Business» se ubicó en varias otras listas de ventas de sencillos digitales en todo el mundo, incluido el número ocho en Alemania, el número once en el Reino Unido y el número dieciséis en Canadá. Por otro lado, alcanzó los diez primeros lugares en varias listas de éxitos latinos, incluidos; El Salvador, Chile, Nicaragua, Guatemala, Honduras y Panamá.

### Listas semanales
| América Central      |                                     |    |        |
| El Salvador          | Top 20 canciones                    | 4  | [ 26 ] |
| Guatemala            | Top 20 canciones                    | 8  | [ 27 ] |
| Honduras             | Top 20 canciones                    | 8  | [ 28 ] |
| Nicaragua            | Top 20 canciones                    | 5  | [ 29 ] |
| Panamá               | Top 20 canciones                    | 9  | [ 30 ] |
| República Dominicana | Top 20 canciones                    | 17 | [ 31 ] |
| América del Norte    |                                     |    |        |
| Canadá               | Canadian Digital Songs              | 16 | [ 32 ] |
| Estados Unidos       | Dance/Electronic Digital Song Sales | 1  | [ 33 ] |
| Estados Unidos       | Digital Songs                       | 12 | [ 34 ] |
| Estados Unidos       | Hot Dance/Electronic Songs          | 8  | [ 35 ] |
| América del Sur      |                                     |    |        |
| Chile                | Top 20 canciones                    | 5  | [ 36 ] |
| Ecuador              | Top 20 canciones                    | 15 | [ 37 ] |
| Uruguay              | Top 20 canciones                    | 11 | [ 38 ] |
| Europa               |                                     |    |        |
| Alemania             | Top 100 canciones digitales         | 8  | [ 39 ] |
| Países Bajos         | Top 40 canciones                    | 26 | [ 40 ] |
| Reino Unido          | UK Download Chart                   | 10 | [ 41 ] |
| Reino Unido          | UK Singles Sales                    | 11 | [ 42 ] |
| Oceanía              |                                     |    |        |
| Nueva Zelanda        | Top 40 canciones                    | 27 | [ 43 ] |
| Oriente              |                                     |    |        |
| Israel               | Top 20 canciones                    | 6  | [ 44 ] |

## Historial de publicaciones
| País                       | Fecha                   | Formato                      | Versión               | Discográfica | Ref.   |
| -------------------------- | ----------------------- | ---------------------------- | --------------------- | ------------ | ------ |
| Historial de publicaciones |                         |                              |                       |              |        |
| Varios                     | 21 de julio de 2023     | Descarga digital - Streaming | Original              | Epic Records | [ 45 ] |
| Italia                     | 21 de julio de 2023     | Radio Airplay                | Original              | Sony Music   | [ 46 ] |
| Estados Unidos             | 8 de agosto de 2023     | Sencillo en CD               | Original - radio edit | Epic Records | [ 47 ] |
| Varios                     | 1 de septiembre de 2023 | Descarga digital - Streaming | David Guetta remix    | Epic Records | [ 48 ] |